# Carlos Carranza
Pour les articles homonymes, voir Carranza.
Carlos María Carranza (né en 1928) est un footballeur international uruguayen, qui jouait au poste d'attaquant.
Il a terminé meilleur buteur du championnat d'Uruguay lors de la saison 1956.